# Арасели Арамбула
Арасели Арамбула Хакес (на испански: Aracely Arámbula Jaques) е мексиканска актриса и певица.

## Биография
Родена е на 6 март 1975 г. в мексиканския град Чихуахуа. Има по-голям брат – доктор Лео Арамбула, който е неин мениджър. Започва кариерата си като модел на 13 години. Поради любовта си към актьорската професия на 17 години се мести в Мексико Сити. За първи път играе във филм на 19-годишна възраст. Заради здравословен проблем през 2005 отсъства дълго от сцената и се завръща през 2009 г. Има двама синове от съпруга си – мексиканския певец Луис Мигел – Мигел и Даниел.
През 2022 г. се завръща в мексиканската компания Телевиса, за да изиграе ролята на Марсия Сиснерос де Ломбардо в теленовелата Мащехата, където си партнира с Андрес Паласиос.

### Теленовели и сериали
- Бунтът (La rebelión) (2022) – Моника
- Мащехата (La madrastra) (2022) – Марсия Сиснерос Диас де Ломбардо / Мариса Джоунс
- Доня Сандовал (La doña) (2016 – 2017) – Алтаграсия Сандовал
- Клетниците (Los Miserables) (2014 – 2015) – Лусия Дуран, Луча
- Господарката (La patrona) (2013) – Габриела Суарес, Господарката
- Заради нея съм Ева (Por ella soy Eva) (2012)
- Непокорно сърце (Corazon Salvaje) (2009\10) – Рехина Монтес де Ока / Ейми Монтес де Ока
- Пътища на любовта (Las vías del amor) (2002\03) – Перла Гутиерес Васкес
- Прегърни ме много силно (Abrázame muy fuerte) (2000\01) – Мария дел Кармен Кампусано Падия
- Непокорна душа (Alma rebelde) (1999) – Мария Елена Ернандес
- Мечтателки (Soñadoras) (1998\99) – Хакелине де ла Пеня
- Страстна ненавист (Rencor apasionado) (1998) – Майте Монтеверде
- Кръвни братя (Hermanos de Sangre) (1998)
- Душата няма цвят (El alma no tiene color) (1997) – Майгуадалида Ролдан
- Малко село, голям ад (Pueblo chico, infierno grande) (1997) – Леонарда Руан
- Плантация на страсти (Cañaveral de pasiones) (1996) – Летисия Сиснерос
- Песен за любовта (Canción de amor) (1996)
- Акапулко, тяло и душа (Acapulco, cuerpo y alma) (1995)
- Затворничка на любовта (Prisionera de amor) (1994)

### Програми
- Да живее семейството на всяко бебе (¡Viva la familia! de Todo bebé) 2008 – Водеща
- Жената, случаи от реалния живот (Mujer, casos de la vida real)

## Музика
- Само твоя (Solo tuya)
- Прегърни ме много силно (Abrázame muy fuerte soundtrack)
- Секси (Sexy)
- Пътищата на любовта (Las vías del amor)